# Cordyline lateralis
Cordyline lateralis är en sparrisväxtart som beskrevs av Carl Karl Adolf Georg Lauterbach. Cordyline lateralis ingår i släktet Cordyline, och familjen sparrisväxter. Inga underarter finns listade i Catalogue of Life.